# Ото Андерсон (фудбалер)
Ото Андерсон (7. мај 1910 — 8. новембар 1977) био је шведски фудбалски дефанзивац. Током своје каријере три пута је наступио за репрезентацију Шведске. Осим што је био део шведске репрезентације на светском првенству у фудбалу 1934. године, играо је и на Летњим олимпијским играма 1936. Каријеру у клупском фудбалу провео је у Оргрите.